# Пина, Руй де
Руй де Пина (порт. Rui de Pina, до реформы 1911 года порт. Ruy de Pina;  около 1440, Гуарда — около 1522) — португальский дипломат и историограф эпохи Возрождения (точнее Предвозрождения). Главный хронист королевства Португалия, главный хранитель Национального архива Торре ду Томбу. Приписываемые Рую де Пине 9 исторических хроник считаются важными историографическим источниками Пиренейского полуострова и памятниками португальской литературы начала XVI века.

## Биография
Годы жизни около 1440 — около 1522 указываются предположительно из-за отсутствия достоверно точных данных. Руй де Пина — третий главный хронист (cronistra-mor) королевства (по другим источникам — 4-й после Фернана Лопеша, Гомеша де Зурары и Вашку Фернандеша де Лусены (Vasco Fernandes de Lucena)) — родился в Гуарде в знатной семье не очень высокого происхождения. Согласно мнению некоторых хронистов, датой рождения условно принят 1440 год. Был секретарём короля Жуана II. Исполнял дипломатические поручения Жуана II и Мануэла I. Первый ответственный пост занял, когда был назначен Жуаном II секретарём посольства, отправленного в Кастилию в 1482 году. Спустя 2 года, в 1484 году, отбыл в Рим с аналогичной дипломатической миссией, а в 1493 году отправлен уже послом в Кастилию. Принимал участие во всех важных переговорах и делах государства. Был одним из приближённых, присутствовавших при кончине Жуана II в 1495 году. При Мануэле не только сохранил все свои привилегии и высокое положение при дворе, но поднялся на более высокую ступень карьеры.
Официальный хронист Португалии при правлениях Жуана II и Мануэла Счастливого. Деятельность хрониста началась предположительно с 1490 года, когда Жуан II назначил Пине пособие (пенсию) для описания славных свершений королевства. В 1497 году Мануэл I назначил Пину на должности главного хрониста королевства, главного хранителя Национального архива Торре ду Томбу (guarda-mor da Torre do Tombo) и королевской библиотеки. В 1504 году Руй де Пина получил денежное вознаграждение от короля по завершении сочинений хроник Афонсу V и Жуана II.
Умер в 1519 либо в 1523 году уже при правлении Жуана III.

## Творчество

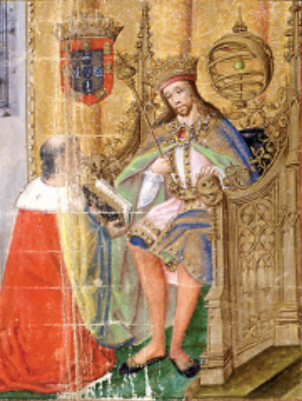
Руй де Пина преподносит Мануэлу I «Хронику Дуарте I», миниатюра между 1497—1504

Руй де Пина продолжил начатое Дуарте Галваном составление хроник первых португальских королей и оставил значительное творческое наследие — его имя указано в названиях 9 хроник. Если Галван известен как автор «Хроники Афонсу Энрикеша» об основателе королевства Португалия Афонсу I Великом, то Пина скомпилировал хроники следующих за Афонсу Энрикешем 6 королей Португалии от Саншу I до Афонсу IV, то есть по порядку правления: Саншу I (1185—1212), Афонсу II (1212—1223), Саншу II (1223—1247), Афонсу III (1248—1279), Диниш I (1279—1325) и Афонсу IV (1325—1357). Эти 6 хроник как бы составляют единый цикл, так как правители относятся к Бургундской династии. Следующие за ними 3 хроники рассматриваются отдельно, поскольку описывают правления королей Ависской династии Дуарте I (1433—1438), Афонсу V (1438—1477; 1477—1481) и Жуана II (1477; 1481—1495).
Из всего наследия Ж. А. Сарайва выделил «Хронику Жуана II», отметив личную заинтересованность её автора и обоснованность на непосредственном знании фактов или официальных документов. Несмотря на то, что хроники Дуарте и Афонсу V менее оригинальны, всё же они не менее интересны. «Хроника Дона Дуарте» представляет собой ценное свидетельство об упадке нравов и идеологическом кризисе верхушки знати времён правления этого короля. Дамиан де Гойш предположил, что в этом сочинении Пина компилировал записи Фернана Лопеша и Гомеша Эанеша де Зурары. «Хронику Афонсу V» можно разделить на 2 части, которые реально являются двумя хрониками: одна — о регентстве, то есть о Доне Педру, вторая — собственно о правлении Афонсу V. Хроники от Саншу до Афонсу IV являются адаптациями «Хроники 1419 года», хотя содержат значительные изменения. В настоящее время вопрос об авторстве хроник не стоит столь остро как ранее, поскольку принято считать, что все исторические хроники эпохи Возрождения о событиях Средних веков являются компиляциями. Руй де Пина, как и предшествующие хронисты, выступал именно компилятором, так как упорядочивал в хронологическом порядке истории о королях Португалии, ограничиваясь лишь правками в соответствии с литературным стилем своего времени.
Жуан де Барруш писал о значительном вкладе Руя де Пины в литературу своего времени. Несмотря на то, что некоторые авторы, включая Алешандре Эркулану, пытались занизить его высокое дарование, ставя ниже других хронистов, считается одним из высоко оценённых и выдающихся историографов Португалии. О. А. Овчаренко отнесла хроники Руя де Пины наряду с сочинениями Фернана Лопеша и Гомеша Эанеша де Зурары к наиболее значительным достижениям литературного Предвозрождения в Португалии.

## Издания
Сохранились многочисленные списки рукописей, которые хранятся в библиотеках Португалии. Часть из них представлена на сайте Национальной библиотеки Португалии, а самый ранний датируется 1501 годом.
Первое печатное издание 1653 года
- Pina R. de. Chronica de el rey Dom Afonso o qvarto do nome, e settimo dos Reys de Portvgal : Assi como a deixov escrita Ruy de Pina Guardamor da Torre do Tombo, & Chronista mòr do mesmo Reyno :  [порт.] / Ruy de Pina / Prologo por Pedro de Maris. — 1.ª edição. — Lisboa : Paulo Craesbeeck, 1653. — ([6], 73, [2] f.) 162 p.

Электронное факсимильное 6 рукописей около 1520? года
- Pina R. de. Crónicas de D. Sancho I a D. Afonso IV por Rui de Pina // Crónica de el-Rei D. Afonso Henriques por Duarte Galvão :  [порт.] / Duarte Galvão, Rui de Pina / Leonor Calvão Borges, José Manuel Garcia. — Cascais : Museu Condes de Castro Guimarães, 2019. — 530 p. — ISBN 978-972-637-297-4.